# Kabalebo
Kabalebo è un comune (ressort) del Suriname di 1 299 abitanti. Vista la grande estensione del comune, fanno parte del comune anche altre località, tra cui Apoera.